# 原えりこ
原 えりこ（はら えりこ、1959年11月1日 - ）は、日本の女性声優、女優。東京都出身。ビーフェクト所属。

## 経歴
幼稚園児の頃、近所の女性に連れられて女優の樫山文枝の家へ行った時に、「子役をやってみないか」と言われたことが役者を目指すひとつのきっかけになったという。日本大学櫻丘高等学校2年生在学中に映画『ドカベン』の一般公募に応募し合格して出演。女優の市原悦子に師事。高校卒業後、本格的に芸能界を目指していくつかのオーディションを受ける。映画『あゝ野麦峠』で二度目の映画出演。一方でTBSのお天気お姉さんや『ワンツージャンプ!』のオーディションはいずれも次点で不合格。しかし、あるTBSのディレクターがそれを惜しみ、何回かイベントの仕事で起用されるようになる。その後、テレビ朝日の連続ドラマの新人出演者募集に応募したところ、合格してドラマデビューできることになったが、以前からお世話になってるTBSのディレクターに相談したところ「TBS以外からデビューしないでくれ、もうちょっと待て」と言われ止められたという。その後、声優になるべく専門学校東京アナウンス学院の放送声優科に通い出し、1982年3月の同学院卒業後、ボイス・アーツのメンバーを経て、番衆プロダクションに所属。
1982年、『逆転イッパツマン』の放夢ラン役で声優デビュー。同年、『ときめきトゥナイト』の江藤蘭世役で初主演。以後、1990年代前半まで声優業を中心として活動した。一時期は光野栄里名義で活動していた。
俳優小劇場、劇団アリスのティーパーティー主宰、ぷろだくしょんバオバブ、賢プロダクション、CSRコーポレーション、フリー、青二プロダクションを経て、2007年6月、それまで所属していたアーツビジョンから離脱、フリーとなる。また、桐朋学園芸術短期大学や総合学園ヒューマンアカデミー渋谷校で講師となっている。『それいけ!アンパンマン』（ピョン吉役）には引き続き声をあてている。2010年8月、新白無垢の鬼などの演劇活動に励む傍ら、声優養成所「SVAA」「RAMS Professional Education」などの講師としても活動していた。2021年現在は株式会社アンカットが運営する俳優・タレント養成スクール「グリーンロード」にて講師を務める。また代々木アニメーション学院札幌校の特別講師を務めていたこともある。
2020年、自身も原作ファンである「スーパーカブ」のアニメ化の報を知ると、声優デビュー以来初めてという製作サイドへの売り込みを自ら掛け、担任教師役を獲得する。
2021年5月14日、ビーフェクトと業務提携の後、同年11月19日に正式に所属となる。

## 人物
芸名の原えり子は、市原悦子から1字を授かった。市原悦子が『まんが日本昔ばなし』に出演していた縁でアニメのオーディションに参加し、声優デビューを果たした。
キャイキャイしている女子役で知られる。
父はホテル経営者で原はその一人娘。私生活では、娘が一人おり現在も同居している。
趣味はゴルフ、ドライブ、スキューバダイビング。身長155cm、体重43kg、B82cm、W60cm、H 83cm、靴のサイズ23cm（2013年のアルファ・プランテーション所属当時）。2021年現在所属しているBeffectのプロフィールでは、趣味はスーパーカブでツーリング、旅行、デイキャンプとしている。
30歳の時に中型二輪免許を取得。2018年からホンダ・スーパーカブ（リトルカブ 88cc）に乗り始め、2021年現在、スーパーカブ110（JA44型）オーナー。Facebookを通じてカブ仲間が増えていったという。
「スーパーカブ」出演決定後に自身のTwitterアカウントを開設。同作出演の夜道雪、七瀬彩夏ともバイクツーリングに行ったという。

## 出演
太字はメインキャラクター。

### テレビアニメ
1982年
- 逆転イッパツマン（1982年 - 1983年、放夢ラン）
- ダッシュ勝平（女生徒C）
- ときめきトゥナイト（1982年 - 1983年、江藤蘭世）
- 魔法のプリンセス ミンキーモモ（ローズマリー、ララ、チャコ、フェアリー）

1983年
- 銀河漂流バイファム（1983年 - 1998年、シャロン・パブリン、グレダ・デュボア） - 2シリーズ
- 超時空世紀オーガス（シェリー）
- ピュア島の仲間たち
- 魔法の天使クリィミーマミ
- ミームいろいろ夢の旅（マリ〈2代目〉）

1984年
- アタッカーYOU!（オキ）
- ガラスの仮面（麻江）※原えり子名義
- 銀河パトロールPJ（プティ）
- ゴッドマジンガー（マドマ）
- 重戦機エルガイム（ミヤマ・アスフィー）
- 超力ロボ ガラット（1984年 - 1985年、パティーグ）
- ふしぎなコアラブリンキー（女ペンギン）

1985年
- 蒼き流星SPTレイズナー（1983年 - 1986年、レイ、フォロン、コンピューター、アンナの母）
- おねがい!サミアどん
- オヨネコぶーにゃん
- ドラえもん（テレビ朝日版第1期）（1985年 - 1986年、女の子B、女の子A）
- プロゴルファー猿（1985年 - 1988年、猿谷小丸、緑）

1986年
- あんみつ姫（にがり姫）
- 宇宙船サジタリウス（カリン）
- 機動戦士ガンダムΖΖ（1986年 - 1987年、エル・ビアンノ）

1987年
- きまぐれオレンジ☆ロード（1987年 - 1988年、檜山ひかる）

1988年
- エスパー魔美（1988年 - 1989年、美枝子、可南子）
- 美味しんぼ（1988年 - 1992年、仲居A、友人A、エキストラB、飯村とし子）
- シティーハンター2（サリナ）
- 新プロゴルファー猿（小丸）
- それいけ!アンパンマン（1988年 - 2024年、ピョン吉〈5代目・8代目〉、グラタンちゃん、ハチミツぼうや、おひなちゃん〈初代〉、赤ピーマン〈初代〉、キャンディ姫〈2代目〉、プリンちゃん〈代役〉、キャベツマン〈2代目〉 他）
- ひみつのアッコちゃん（礼子）
- 魔神英雄伝ワタル（サクラ、ユーキ）

1989年
- 昆虫物語 みなしごハッチ（サリー）
- ビリ犬なんでも商会（ヒカリ）
- 魔動王グランゾート（ニュースキャスター、婦警、ハピ、ネリ、エリー）
- YAWARA!（1989年 - 1990年、和美、娘B）

1990年
- かりあげクン（カヨコさん〈代役〉、田中の奥さん）
- チンプイ（みちこ、ピヨピヨB、翻訳機）
- まじかる☆タルるートくん（タルるートのママ〈初代〉）
- まじかるハット
- 魔法使いサリー（1989年版）（1990年 - 1991年、花の精ララ、母親、美鈴先生）
- 魔神英雄伝ワタル2（フィアンセ）

1991年
- おちゃめなふたご クレア学院物語（イザベル）
- きんぎょ注意報!（ウシ美）
- キテレツ大百科（1991年 - 1996年、女性アナ、吉田先生、司会者）
- ゲッターロボ號（リー・フォア・メイ）
- 新世紀GPXサイバーフォーミュラ（レポーター）
- 太陽の勇者ファイバード（担任の先生）
- 21エモン（ガトミックの妻）
- ハイスクールミステリー学園七不思議（東尾街子、加賀美葉子）

1992年
- 元気爆発ガンバルガー（英語の先生）
- ツヨシしっかりしなさい（荒井理香〈初代〉）
- 美少女戦士セーラームーン（1992年 - 1996年、妖魔ムーリド、ニパス、ウデリング、宇奈月、ヘビハナビ子、パオパオ娘、セーラーアイアンマウス） - 5シリーズ

1993年
- GS美神（新幹線の心）
- スラムダンク（彩子）
- ムカムカパラダイス（御殿場蘭花）
- 勇者特急マイトガイン（旋風寺ルリ子）

1995年
- 黄金勇者ゴルドラン（ティラミス）

1998年
- まもって守護月天!（愛原花織）
- クレヨンしんちゃん（源基）

1999年
- 金田一少年の事件簿（中田絹代）
- 週刊ストーリーランド（洋子）

2009年
- ジャングル大帝 -勇気が未来をかえる-（モグラ）

2021年
- スーパーカブ（担任教師）

2022年
- 骸骨騎士様、只今異世界へお出掛け中（女将）

2024年
- キングダム（離眼の老婆）

2025年
- BanG Dream! Ave Mujica（勝浦）

### 劇場アニメ
1986年
- プロゴルファー猿 スーパーGOLFワールドへの挑戦!!（小丸）

1987年
- プロゴルファー猿 甲賀秘境!影の忍法ゴルファー参上!（小丸）

1988年
- きまぐれオレンジ☆ロード あの日にかえりたい（檜山ひかる）
- ドラえもん のび太のパラレル西遊記（姫）

1989年
- ヴイナス戦記（スゥ）
- 機動戦士SDガンダムの逆襲 嵐を呼ぶ学園祭（エマリー）
- きまぐれオレンジ☆ロード もぎたてスペシャル（檜山ひかる）

1991年
- それいけ!アンパンマン とべ! とべ! ちびごん（ピョン吉）

1992年
- それいけ!アンパンマン つみき城のひみつ（ピョン吉）

1994年
- スラムダンク（彩子）
- スラムダンク 全国制覇だ! 桜木花道（彩子）

1995年
- スラムダンク 湘北最大の危機! 燃えろ桜木花道（彩子）
- スラムダンク 吠えろバスケットマン魂!! 花道と流川の熱き夏（彩子）
- それいけ!アンパンマン ゆうれい船をやっつけろ!!（ピョン吉）

1996年
- 新きまぐれオレンジ☆ロード capricious orange road そして、あの夏のはじまり（檜山ひかる）
- それいけ!アンパンマン 空とぶ絵本とガラスの靴（ピョン吉）

1997年
- それいけ!アンパンマン 虹のピラミッド（ピョン吉）
- それいけ!アンパンマン ぼくらはヒーロー（ピョン吉）

1998年
- それいけ!アンパンマン てのひらを太陽に（ピョン吉）

1999年
- それいけ!アンパンマン 勇気の花がひらくとき（ピョン吉）

2000年
- それいけ!アンパンマン 人魚姫のなみだ（ピョン吉）

2001年
- それいけ!アンパンマン ゴミラの星（ピョン吉）
- それいけ!アンパンマン 怪傑ナガネギマンとやきそばパンマン（赤ピーマン）

2002年
- それいけ!アンパンマン ロールとローラ うきぐも城のひみつ（ピョン吉）

2003年
- それいけ!アンパンマン ルビーの願い（ピョン吉）

2004年
- それいけ!アンパンマン 夢猫の国のニャニイ（ピョン吉）

2005年
- それいけ!アンパンマン ハピーの大冒険（ピョン吉）

2006年
- それいけ!アンパンマン いのちの星のドーリィ（ピョン吉）

2007年
- それいけ!アンパンマン シャボン玉のプルン（ピョン吉）

2008年
- それいけ!アンパンマン 妖精リンリンのひみつ（ピョン吉）
- それいけ!アンパンマン ヒヤヒヤヒヤリコとばぶ・ばぶばいきんまん（ピョン吉）

2009年
- それいけ!アンパンマン だだんだんとふたごの星（ピョン吉）
- それいけ!アンパンマン ばいきんまんvsバイキンマン!?（ピョン吉）

2010年
- それいけ!アンパンマン ブラックノーズと魔法の歌（ピョン吉）

2011年
- それいけ!アンパンマン すくえ! ココリンと奇跡の星（ピョン吉）

2012年
- それいけ!アンパンマン よみがえれ バナナ島（ピョン吉）

2014年
- それいけ!アンパンマン たのしくてあそび ママになったコキンちゃん!?（ピョン吉）
- それいけ!アンパンマン りんごぼうやとみんなの願い（ピョン吉）

2015年
- それいけ!アンパンマン ミージャと魔法のランプ（ピョン吉）

2017年
- それいけ!アンパンマン ブルブルの宝探し大冒険!（ピョン吉）

2018年
- それいけ!アンパンマン かがやけ!クルンといのちの星（ピョン吉）

2019年
- それいけ!アンパンマン きらめけ!アイスの国のバニラ姫（ピョン吉）

2021年
- それいけ!アンパンマン ふわふわフワリーと雲の国（ピョン吉）

2022年
- それいけ!アンパンマン ドロリンとバケ〜るカーニバル（ピョン吉）

2025年
- それいけ!アンパンマン チャポンのヒーロー!（ピョン吉）

### OVA
1984年
- 銀河漂流バイファム カチュアからの便り（シャロン・パブリン）
- 銀河漂流バイファム 集まった13人（シャロン・パブリン）

1985年
- 銀河漂流バイファム 消えた12人（シャロン・パブリン）
- 銀河漂流バイファム “ケイトの記憶” 涙の奪回作戦!!（シャロン・パブリン、デュボア）

1986年
- ウォナビーズ（森田ミキ）
- ガルフォース（パティ）

1988年
- 機動戦士SDガンダム（エル、キュベレイ）
- ハーバーライト物語（シュリ）
- ワット・ポーとぼくらのお話（セレーネ）

1989年
- SDガンダム外伝（セイラ）
- きまぐれオレンジ☆ロード 第1期（檜山ひかる） - 2作品
- 超獣機神ダンクーガ 白熱の終章（マルテ）
- レアガルフォース（メロディ）
- 鎧伝サムライトルーパー外伝（ルナ）

1990年
- ガデュリン（ファナ）
- 機動戦士SDガンダム MARK-III（ロザミア、サラ、ミネバ、蛮魔蛮魔）
- クレオパトラD.C.（ティナ・バダム）
- ダーティペア 謀略の005便（ザール宇宙港空港アナウンサー）
- トミカ未来緊急隊アースコマンダー（アキ）
- YJ版レモンエンジェル（沢江）

1991年
- きまぐれオレンジ☆ロード 第3期（檜山ひかる） - 2作品
- 星くずパラダイス（結城りな）
- 魔獣戦士ルナ・ヴァルガー（リル）

1992年
- スクランブル・ウォーズ 突走れ!ゲノムトロフィーラリー（パティ、メロディ）

1999年
- メルティランサー The Animation（マーヴェル）

### ゲーム
1991年
- ドラゴンスレイヤー英雄伝説（ソニア）※PCエンジン版
- ヘルファイヤーS（時津ユウ）

1992年
- ドラゴンスレイヤー英雄伝説II（ソニア）※PCエンジン版

1993年
- オーロラクエスト おたくの星座 IN ANOTHER WORLD（ヤン）

1997年
- スーパーロボット大戦F / F完結編（1997年 - 1998年、エル・ビアンノ、ミヤマ・アスフィー） - 2作品
- 天外魔境 第四の黙示録（ノーマ・ジーン）
- ドラゴンナイト4（パンドラ）※PC-FX版

1998年
- 天仙娘々 〜劇場版〜（赤貧公主）

1999年
- SDガンダム GGENERATION（1999年 - 2016年、エル・ビアンノ、レイラ・ラギオール） - 9作品
- スーパーロボット大戦シリーズ（1999年 - 2019年、エル・ビアンノ） - 11作品

2002年
- ゼノサーガ エピソードI［力への意志］（ペレグリー）

2004年
- スーパーロボット大戦GC / XO（2004年 - 2006年、エル・ビアンノ、レイ） - 2作品
- ゼノサーガ エピソードII［善悪の彼岸］（ペレグリー）
- ゼノサーガ フリークス（ペレグリー）

2005年
- Another Century's Episode（レイ）

2006年
- Another Century's Episode2（レイ）
- ゼノサーガI・II（ペレグリー）
- ゼノサーガ エピソードIII［ツァラトゥストラはかく語りき］（ペレグリー）
- 魔界戦記ディスガイア2（ママ）

2007年
- ガンダム無双（エル・ビアンノ）

2008年
- ガンダム無双2（エル・ビアンノ）
- プロゴルファー猿（小丸）

2010年
- ガンダム無双3（エル・ビアンノ）

2011年
- Another Century's Episode Portable（レイ）

2013年
- スーパーロボット大戦Operation Extend（レイ）

2014年
- 機動戦士ガンダム エクストリームバーサス（2014年 - 2016年、エル・ビアンノ） - 4作品

2019年
- スーパーロボット大戦DD（2019年 - 2023年、レイ）

2023年
- 機動戦士ガンダム アーセナルベース（エル・ビアンノ）
- イースX（コリンヌ）

### ドラマCD
- オーディオRPG 超龍戦記ザウロスナイト（チコ、アルパティ）
- 機動戦士SDガンダム アニメイトカセットコレクション（ナレーション）
- 銀河漂流バイファム 「金曜劇場」 ジェイナス愛の航海日誌…気分はもう主役（シャロン・パブリン）
- 極道くん漫遊記外伝（シスター・クレア）
- ゼノサーガOUTER FILEVol.1-2（ペレグリー）
- 星くずパラダイス2 〜宝船歌謡大全〜（結城りな、結城静香）
- 星くずパラダイス STARDUST MEMORY SERIES 5 まじかるキッス♥（結城りな）

### 吹き替え

#### 映画
- アルタード・ステーツ/未知への挑戦（マーガレット・ジェザップ〈ドリュー・バリモア〉）※テレビ朝日版
- 殺人魚フライングキラー（アリソン）
- グレムリン2 新・種・誕・生（ケイト〈フィービー・ケイツ〉）
- ゴーストバスターズ
- バトルクリーク・ブロー
- Mr.Boo!ギャンブル大将

#### テレビドラマ
- ナイトライダー（メアリー・ベス・バーンズ）
  - シーズン2 #14（シンディ・マッテゾン）
  - シーズン4 #14（ナンシー・マースデン）

#### アニメ
- ミッキーマウスとドナルドダック
- ミュータント・タートルズ（東和ビデオ版）（1987年、アルマ・レンギンシュタイン〈初代〉）

### テレビ番組
- カップスタック（玩具コーナーで流されていたプロモーションビデオ内での司会）
- 元祖どっきりカメラ（司会）
- 独占!女の60分（アタッカー）
- バリキン7 賢者の戦略（ナレーション）

### テレビドラマ
- 太陽にほえろ! 第486話「赤い財布」（1981年、ホステス）
- 電光超人グリッドマン（1993年 - 1994年、アナウンサー）

### その他コンテンツ
- 営団地下鉄 車掌アナウンス（東京メトロ民営化直前まで）
- MF文庫J『義妹生活』コミカライズ ボイスコミック 第1話（綾瀬亜季子）

### シリーズ一覧
1. ↑  『ZERO』（1999年）、『F』（2000年）、『F.I.F』（2001年）、『SPIRITS』（2007年）、『WARS』（2009年）、『WORLD』『3D』（2011年）、『OVER WORLD』（2012年）、『GENESIS』（2016年）
2. ↑  『コンプリートボックス』（1999年）、『α』（2000年）、『α for DC』（2001年）、『IMPACT』（2002年）、『第2次α』（2003年）、『MX』（2004年）、『MX ポータブル』『第3次α』（2005年）、『V』（2017年）、『X』（2018年）、『T』（2019年）
3. ↑  『フルブースト PS3版』（2014年）、『マキシブースト』（2014年）、『フォース』（2015年）、『マキシブースト ON』（2016年）

### 初出話一覧
1. ↑  第9話初出